# Shelly-Ann Fraser-Pryce
Shelly-Ann Fraser-Pryce (Kingston, Jamaica, 27 de desembre de 1986) és una atleta jamaicana especialista en les curses de velocitat. Ha participat en 5 Olimpíades, guanyant 3 medalles d'or, 4 medalles de plata i 1 medalla de bronze. A més, ha guanyat 16 medalles (10 d'or) en els Campionats del Món. És l'atleta femenina més guardonada en la prova dels 100m en tota la història de l'olimpisme. Actualment ostenta el rècord nacional de la prova de 4x100m relleus amb l'equip jamaicà, amb una marca de 41.02 segons aconseguit en els Jocs Olímpics de Tòquio.

## Carrera esportiva
Fraser-Pryce va donar el salt a la fama en els Jocs Olímpics 2008 amb 21 anys guanyant en la prova de 100 metres amb un temps de 10,78. La prova va tenir l'extraordinària peculiaritat que les tres primeres competidores van ser jamaicanes, i que Kerron Stewart i Sherone Simpson, van empatar el segon lloc compartint la medalla de plata. L'atleta relativament desconeguda va passar a ser la primera dona del Carib a guanyar la medalla d'or en els 100m en els Jocs Olímpics. En 2012, Fraser-Pryce va defensar satisfactòriament el seu títol de 100m llisos, convertint-se en la tercera dona-i la primera no-Nord-americana- a guanyar dues carreres de 100m llisos en els Jocs Olímpics.
En la prova de 4x100 relleus al costat de Veronica Campbell, Sherone Simpson i Kerron Stewart però no van aconseguir acabar la final perquè els va caure el testimoni en un dels relleus.
En el Campionat Mundial d'Atletisme de 2009 a Berlín es va alçar amb l'or en la modalitat de 100 metres amb un temps de 10,73 per davant del seu compatriota Kerron Stewart (10,75) i la nord-americana Carmelita Jeter (10,90). 10.73 és la tercera millor marca de tots els temps i la millor de la història d'una velocista jamaicana en 100 metres.
Va formar part del quartet de jamaicanes que es van alçar amb l'or en el relleu 4x100 amb un temps de 42,06 segons, en una carrera en la qual la plata va ser per a Bahames i el bronze per a Alemanya. Les integrants de l'equip de Jamaica en el relleu curt van ser al costat de Shelly-Ann Fraser-Pryce, Kerron Stewart, Simone Facey i Aleen Bailey.
En els Jocs Olímpics de Londres 2012 va tornar a proclamar-se campiona dels 100m amb una marca de 10,75 imposant-se per 3 centenes a Carmelita Jeter.
En el Campionat Mundial d'Atletisme de 2013 celebrat a Moscou, es va proclamar campiona del món dels 100 metres amb un temps de 10,71 segons, quedant per davant de la marfilenya Murielle Ahouré (10,93 segons) i la nord-americana Carmelita Jeter (10,94 segons). En aquest mateix campionat mundial, el 16 d'agost, va ser medalla d'or en la prova dels 200 metres plans per a dones, amb un temps de 22.17 segons.
L'any 2017 va deixar l'esport temporalment per a poder ser mare, i el 2019 va fer una marca de 10,71 segons, i va esdevenir la dona de més edat i la segona mare en la història en guanyar la medalla d'or en els 100 metres en els Campionats Mundials, passant a tenir un or més que Usain Bolt, ja retirat.
El 2021, als Jocs Olímpics de Tòquio va guanyar la medalla de plata a la prova dels 100m i la medalla d'or als 4x100m relleus. En la prova dels 200m llisos, tot i quedar quarta, va aconseguir la seva millor marca personal amb un temps de 21,94 segons. Poques setmanes més tard i a l'edat de 34 anys, aconseguia la seva millor marca personal en els 100m llisos, guanyant la prova de Lausana de la Diamond League, amb una marca de 10,60 segons, la 3a millor marca de tots els temps fins al moment.
Un any més tard, en el Campionat del Món d'Eugene 2022, obtenia la seva 5a medalla d'or en la prova dels 100m, fita que només havien aconseguit 4 atletes més en la història. La seva marca fou de 10,67 segons i establia un nou rècord del campionat. A més, també guanyava 2 noves medalles de plata, en les proves de 200m i 4x100m relleus. Un mes més tard, guanyaria la Diamond League en la prova dels 100m i era considerada com la millor temporada de la història en la prova reina de la velocitat femenina.
L'any 2023, començava amb una lesió al genoll, que li va suposar estar apartada de les pistes durant uns mesos. Tot i això va disputar el Campionat del Món de Budapest, aconseguint la medalla de bronze en els 100m i la medalla de plata en els 4x100m relleus. Va declinar participar en els 200m tot i que havia aconseguit la classificació.
El febrer del 2024, Fraser-Pryce anunciava que es retiraria després dels Jocs Olímpics de París, ja que volia dedicar temps al seu fill. En els Jocs Olímpics de París, es va retirar abans de les semifinals de la prova dels 100m, degut a una lesió i tampoc va participar en la prova dels 200m ni en el 4x100m relleus.

## Tècnica i estil de funcionament
.
Sota la direcció del seu entrenador Stephen Francis, Fraser-Pryce va perfeccionar la seva tècnica per convertir-se en una de les atletes de pista més guardonades de tots els temps Aquest va afirmar que cap de les seves tècniques no era natural, i que quan va començar a competir, corria amb una inclinació cap endavant exagerada: "Tenia una postura de carrera molt dolenta, com si corregués, literalment, caient de cara. Stephen va veure tot això i, com a entrenador, va analitzar i va trigar un any a polir les meves necessitats bàsiques.
El 2008, havia millorat la seva postura i havia potenciat el seu inici de cursa, incloent-hi el primer pas, la col·locació dels braços i les diferents fases de l'esprint. Sentiu totes les vostres fases. Com és el cos, el podeu sentir, com un sisè sentit. Així que em concentro a clavar cada fase correctament i, si puc, sé que és història.
La marca diferencial de Fraser-Pryce és el seu inici explosiu, cosa que li va valer el sobrenom de "Pocket Rocket".< El seu estil consisteix a "sortir al capdavant de tots" Jon Mulkeen, de World Athletics, va descriure la seva tècnica inicial com a "devastadora ... la seva millor arma" mentre l'escriptora esportiva Steve Landells va declarar que "la seva capacitat per moure les cames durant els primers cinc metres segueix sent l'enveja del món". En un estudi sobre el seu rendiment fet al 2009 sobre la final de l mundial de'atletisme de la prova de 100 m. (quan va córrer 10,73), els científics esportius Rolf Graubner i Eberhard Nixdorf van informar queal seu parcial de 30 m era de 4,02s, un nivell d'acceleració consistent amb un home capç de correr els 100m. en 10.40. A la meitat de la cursa, tenia una clara avantatge de tres metres a la resta de corredors. Tot i els seus inicis ràpids, va afirmar: és en realitat quan surto de la meva fase de conducció als 30 (metres). Els meus segons 30 és realment bo, on els meus canvis són molt ràpids."
Amb poc menys d'1,60 metres d'alçada, Fraser-Pryce és més petita que la majoria de les velocistes. Fraser-Pryce va revelar que quan va començar a entrenar a la Universitat de Tecnologia, "tothom [va dir] que era massa baixa i no hauria de pensar a córrer ràpid." Corredora de prototipus de velocitat de pas, confia en la cadència i en la freqüència de pas (és a dir, velocitat de la cama) a les seves carreres, tot i que també té una longitud de pas "ben desenvolupada". De mitjana, fa 50 passos per completar els 100 m, i té una cadència d'aproximadament 286 passos per minut.
En la seva anàlisi, Graubner i Nixdorf van trobar que va cobrir la seva final del 2009 en 49,58 passes, el que equival a una mitjana de dos metres per pas, amb els seus passos més llargs de 2,2 m exhibits durant els darrers 20 m de la seva carrera.

## Vida personal
El novembre de 2012, Fraser-Pryce es va graduar a la Universitat de Tecnologia de Jamaica amb una llicenciatura en ciències del desenvolupament infantil i adolescent. El 2016, va anunciar que cursaria un Master en Psicologia Aplicada a la Universitat de les Índies Occidentals. A committed Christian,
Es va casar amb Jason Pryce el 2011, i va anunciar el seu embaràs a principis de 2017. A la seva pàgina de Facebook va escriure: "Tot el meu enfocament cap als entrenaments per a la meva temporada 2017 era en estar saludable i posar-me en forma física per defensar amb èxit el meu títol a Londres 2017, però ... aquí estic pensant a ser la millor mare que pugui ser". El 7 d'agost del 2017, ella i el seu marit van donar la benvinguda a un fill anomenat Zyon.

### Patrocini, organitzacions benèfiques i empreses
Fraser-Pryce ha signat acords de patrocini amb Digicel, GraceKennedy i Nike. Per promocionar la seva persecució de la glòria olímpica als Jocs Olímpics d'Estiu de 2016, Nike va llançar una sèrie de vídeos promocionals dels seus entrenaments durant els 100 m.
Fraser-Pryce ha donat suport a moltes causes al llarg de la seva carrera. Va ser nomenada la primera ambaixadora nacional de bona voluntat d'UNICEF a Jamaica el febrer de 2010. Aquest any, també va ser nomenada ambaixadora de Grace Goodwill for Peace en associació amb Grace Foods i l'organització sense ànim de lucre PALS (Peace and Love in Society). També va crear la Fundació Pocket Rocket, que dona suport als esportistes de secundària que necessiten finançament.
Coneguda per canviar de pentinat sovint durant la temporada de carreres, l'any 2013 va llançar una línia de perruqueries anomenada Chic Hair.

## Premis i reconeixements
El 2008, Fraser-Pryce va ser premiada amb l'Ordre de distinció pels seus èxits en l'atletisme. A l'octubre de 2018, era també homenatjada amb una estàtua al Jamaica National Stadium de Kingston, Jamaica. Durant la cerimònia, la ministra d'Esports, Olivia Grange, la va aclamar com un model per les noies i una "heroïna moderna" jamaicana.
Receptora de nombrosos reconeixements a Jamaica, ha guanyat quatre vegades el premi JAAA per a l'atleta femenina de l'any: 2009, 2012, 2013 i 2015. També ha rebut el premi Esportista jamaicà de l'any quatre vegades: 2012, 2013, 2015 i 2019.
A l'escena internacional, ha estat nominada al Laureus World Sports Award for Sportswoman of the Year cinc vegades: 2010, 2013, 2014, 2016 i 2019. Després de completar el triple sprint al Moscow World 2013 va ser nomenada atleta mundial de l'any de la IAAF, convertint-se en la primera dona jamaicana a guanyar des de Merlene Ottey el 1990. En acceptar el seu premi, va exclamar: "Estic impactada i emocionada. Ha estat sempre un somni meu. El desembre del 2019, va guanyar el premi a la millor atleta femenina a la Panam Sports Awards.
Va ser nomenada per la British Broadcasting Corporation (BBC) com una de les 100 Dones de l'any, una llista de 100 dones inspiradores i influents de tot el món, de l'any 2020

## Estadístiques

### Millors marques personals
| Tipus   | Esdeveniment   | Temps (segonds) | Data          | Lloc              | Notes                                              |
| ------- | -------------- | --------------- | ------------- | ----------------- | -------------------------------------------------- |
| Indoor  | 60 metres      | 6.98            | 9 Març 2014   | Sopot, Polònia    | 8ª millor marca de tots els temps (femení)         |
| Outdoor | 100 metres     | 10.60           | 26 Agost 2021 | Lausana, Suïssa   | +1.7 m/s (vent); 3ª millor marca de tots els temps |
| Outdoor | 200 metres     | 21.79           | 27 Juny 2021  | Kingston, Jamaica | +0.8 m/s (vent)                                    |
| Outdoor | 400 metres     | 54.93           | 5 Març 2011   | Kingston, Jamaica |                                                    |
| Outdoor | 4x100m relleus | 41.02           | 6 Agost 2021  | Tòquio, Japó      | Rècord Nacional                                    |

- Tota la informació està treta de World Athletics[51]

### Competicions internacionals
| Representant Jamaica | Representant Jamaica                            | Representant Jamaica       | Representant Jamaica | Representant Jamaica            | Representant Jamaica                                          |
| Any                  | Campionat                                       | Seu                        | Posició              | Prova                           | Temps                                                         |
| -------------------- | ----------------------------------------------- | -------------------------- | -------------------- | ------------------------------- | ------------------------------------------------------------- |
| 2002                 | Campionats Júnior (U17) Amèrica Central i Carib | Bridgetown, Barbados       | 4t                   | 200 m                           | 25,24 (−1.0 m/s)                                              |
| 2002                 | Campionats Júnior (U17) Amèrica Central i Carib | Bridgetown, Barbados       | 1a                   | 4×100 m relleus                 | 45.33 CR Rècord dels campionats                               |
| 2005                 | CARIFTA Games (U-20)                            | Bacolet, Trinitat i Tobago | 3a                   | 100 m                           | 11,73 (+0.9 m/s)                                              |
| 2005                 | CARIFTA Games (U-20)                            | Bacolet, Trinitat i Tobago | 1a                   | 4×100 m relleus                 | 44,53                                                         |
| 2007                 | Campionat del món                               | Osaka, Japó                | 2a                   | 4 × 100 metres relleus femenins | 42.70 SB Millor marca de la temporada                         |
| 2008                 | Jocs Olímpics d'Estiu del 2004                  | Beijing, Xina              | 1a                   | 100 m llisos femenins           | 10.78 MP marca personal (±0,0 m/s)                            |
| 2008                 | Jocs Olímpics d'Estiu del 2004                  | Beijing, Xina              |                      | 4 × 100 metres relleus femenins | Caiguda del relleu                                            |
| 2008                 | IAAF World Athletics Final 2008                 | Stuttgart, Alemanya        | 1a                   | 100 m                           | 10.94 (+0,3 m/s)                                              |
| 2009                 | Campionat del món                               | Berlín, Alemanya           | 1a                   | 100 m                           | 10.73 WL Marca Mundial de l'any RN Rècord Nacional (+0,1 m/s) |
| 2009                 | Campionat del món                               | Berlín, Alemanya           | 1a                   | 4×100 m relleus                 | 42.06                                                         |
| 2009                 | IAAF World Athletics Final                      | Tessalònica, Grècia        | 2n                   | 100 m                           | 10.89 (-0,1 m/s)                                              |
| 2011                 | Campionat del món                               | Daegu, Corea del Sud       | 4th                  | 100 m                           | 10.99 (−1.4 m/s)                                              |
| 2011                 | Campionat del món                               | Daegu, Corea del Sud       | 2n                   | 4×100 m relleus                 | 41.70 RN Rècord Nacional                                      |
| 2012                 | Jocs Olímpics d'estiu de 2012                   | Londres, Anglaterra        | 1a                   | 100 m                           | 10.75 (+1.5 m/s)                                              |
| 2012                 | Jocs Olímpics d'estiu de 2012                   | Londres, Anglaterra        | 2a                   | 200 m                           | 22.09 PB Marca Personal (−0,2 m/s)                            |
| 2012                 | Jocs Olímpics d'estiu de 2012                   | Londres, Anglaterra        | 2a                   | 4×100 m relleus                 | 41.41 RN Rècord Nacional                                      |
| 2013                 | Campionat del món                               | Moscou, Rússia             | 1a                   | 100 m                           | 10.71 WL Marca Mundial de l'any (−0,3 m/s)                    |
| 2013                 | Campionat del món                               | Moscou, Rússia             | 1a                   | 200 m                           | 22.17 (−0.3 m/s)                                              |
| 2013                 | Campionat del món                               | Moscou, Rússia             | 1a                   | 4×100 m relleus                 | 41.29 CR Rècord dels campionats                               |
| 2014                 | 2014 IAAF World Indoor Championships            | Sopot, Polònia             | 1a                   | 60 m                            | 6.98 WL Millor marca de l'any PB Millor marca personal        |
| 2014                 | Jocs de la Commonwealth                         | Glasgow, Escòcia           | 1a                   | 4×100 m relleus                 | 41.83 GR Record de la prova                                   |
| 2014                 | 2014 IAAF World (relleus)                       | Nassau (Bahames)           | 3ra                  | 4×200 m relleus                 | 1:30.04 RN rècord nacional                                    |
| 2015                 | Campionat del món                               | Beijing, Xina              | 1a                   | 100 m                           | 10.76 (−0.3 m/s)                                              |
| 2015                 | Campionat del món                               | Beijing, Xina              | 1a                   | 4×100 m relleus                 | 41.07 'CR Rècord dels campionats RN rècord nacional           |
| 2016                 | Jocs Olímpics d'estiu de 2016                   | Rio de Janeiro, Brasil     | 3ra                  | 100 m                           | 10.86 SB Record de la temporada (+0.5 m/s)                    |
| 2016                 | Jocs Olímpics d'estiu de 2016                   | Rio de Janeiro, Brasil     | 2a                   | 4×100 m relleus                 | 41.36 SB Record de la temporada                               |
| 2018                 | NACAC                                           | Toronto, Canada            | 5na                  | 100 m                           | 11.18                                                         |
| 2018                 | NACAC                                           | Toronto, Canada            | 2a                   | 4×100 m relleus                 | 43.33                                                         |
| 2018                 | Copa del Món                                    | Londres,Anglaterra         | 2a                   | 4×100 m relleus                 | 42.60                                                         |
| 2019                 | 2019 IAAF World                                 | Yokohama, Japó             | 3ra                  | 4×200 m relleus                 | 1:33.21                                                       |
| 2019                 | Pan American Games                              | Lima, Perú                 | 1a                   | 200 m                           | 22.43 GR Rècord de la prova                                   |
| 2019                 | Campionat del món                               | Doha, Qatar                | 1a                   | 100 m                           | 10.71 WL Millor marca de la temporada (+0.1 m/s)              |
| 2019                 | Campionat del món                               | Doha, Qatar                | 1a                   | 4×100 m relleus                 | 41.44 WL Millor marca de la temporada                         |
| 2021                 | Jocs Olímpics                                   | Tòquio, Japó               | 2                    | 100 m                           | 10.74                                                         |
| 2021                 | Jocs Olímpics                                   | Tòquio, Japó               | 4a                   | 200 m                           | 21.94                                                         |
| 2021                 | Jocs Olímpics                                   | Tòquio, Japó               | 1                    | 4x100 m relleus                 | 41.02 NR                                                      |
| 2022                 | Campionat del món                               | Eugene, Estats Units       | 1                    | 100 m                           | 10.67 CR (+0.8 m/s)                                           |
| 2022                 | Campionat del món                               | Eugene, Estats Units       | 2                    | 200 m                           | 21.81 SB (+0.6 m/s)                                           |
| 2022                 | Campionat del món                               | Eugene, Estats Units       | 2                    | 4x100 m relleus                 | 41.18 SB                                                      |
| 2023                 | Campionat del món                               | Budapest, Hongria          | 3                    | 100 m                           | 10.77 SB (-0.2 m/s)                                           |
| 2023                 | Campionat del món                               | Budapest, Hongria          | 2                    | 4x100 m relleus                 | 41.21                                                         |
| 2024                 | Jocs Olímpics                                   | París, França              | DNF                  | 100 m                           | -                                                             |